# 走鐘獎獎項列表
走鐘獎獎項列表，分為現行獎項及已停辦獎項。

## 現行獎項
| 類別     | 獎項                         | 備註 |
| -------- | ---------------------------- | --- |
| 內容類   | 哈哈哈哈獎（第一屆起）       | 2019年設置「最佳笑話獎」 2022年更名為「哈哈哈哈獎」                                                                                    |
| 內容類   | 有夠烙賽獎（第一屆起）       | 2019年設置「最佳烙賽獎」 2022年更名為「有夠烙賽獎」                                                                                    |
| 內容類   | 運動健身獎（第一屆起）       | 2019年設置「最佳動作指導獎」 2021年更名為「最佳動作獎」 2022年更名為「運動健身獎」                                                     |
| 內容類   | 生活風格獎 （第一屆起）      | 2019年設置「最佳顏質獎」 2020年更名為「最佳顏值獎」 2021年更名為「最佳美妝獎」 2022年更名為「生活風格獎」 2023年與「OPEN獎」合併頒發   |
| 內容類   | 金頭腦獎 （第一屆起）        | 2019年設置「最佳外語獎」 2021年更名為「金頭腦獎」                                                                                      |
| 內容類   | 生命貢獻獎 （第一屆起）      | 2019年設置「最佳走路工獎」 2020年更名為「最佳生命貢獻獎」 2021年更名為「生命貢獻獎」                                                   |
| 內容類   | 說走就走獎（第三屆起）       | 2021年設置「Travel Maker 獎」 2022年更名為「說走就走獎」                                                                               |
| 內容類   | 以食為天獎 （第三屆起）      | 2021年設置「特級廚師獎」及「懂吃大吃獎」 2022年兩獎項合併為「以食為天獎」                                                              |
| 內容類   | 可以色色獎 （第三屆起）      | 2021年設置「上班不要看獎」 2022年更名為「可以色色獎」                                                                                  |
| 內容類   | 無情工商獎 （第三屆起）      | 2021年設置「最佳巧妙置入獎」 2022年更名為「無情工商獎」                                                                                |
| 內容類   | 親手做的獎 （第三屆起）      | 2021年設置「最佳親手做的獎」 2022年更名為「親手做的獎」                                                                                |
| 內容類   | 一級玩家獎 （第三屆起）      | 2021年設置「一級玩家獎」 |
| 內容類   | 訪到心坎獎 （第四屆起）      | 2022年設置「訪到心坎獎」 |
| 內容類   | 最佳MV獎（第三屆起）         | 2021年設置「最佳MV獎」 2023年取消該獎項 2024年重新設置該獎項                                                                           |
| 內容類   | 好好聽音樂獎（第四屆起）     | 2022年由綾宇集樂贊助設置「好好聽音樂獎」 2023年因廠商沒有繼續冠名贊助故取消 2024年重新設置該獎項                                       |
| 技術類   | 最佳攝影獎（第一屆起）       | 2019年設置「最佳攝影獎」 |
| 技術類   | 最佳剪輯獎（第一屆起）       | 2019年設置「最佳剪輯獎」 |
| 技術類   | 最佳動畫獎（第三屆起）       | 2021年設置「最佳動畫獎」 |
| 技術類   | 最佳節目獎（第三屆起）       | 2021年設置「最佳節目企劃獎」 2022年更名為「最佳節目獎」                                                                                |
| 技術類   | 最佳戲劇獎（第三屆起）       | 2021年設置「最佳戲劇腳本獎」 2022年更名為「最佳戲劇獎」                                                                                |
| 技術類   | 年度最佳影片獎 （第三屆起）  | 2021年設置「年度最佳影片獎」 |
| 技術類   | 最佳製作人獎（第四屆起）     | 2022年設置「最佳製作人獎」 |
| 技術類   | 最佳影響力獎 （第四屆起）    | 2022年設置「最佳影響力獎」 |
| 短影片類 | 最佳娛樂短影片獎（第五屆起） | 2023年設置「最佳娛樂短影片獎」 |
| 短影片類 | 最佳情報短影片獎（第五屆起） | 2023年設置「最佳情報短影片獎」 |
| 短影片類 | 最佳音樂短影片獎（第五屆起） | 2023年設置「最佳音樂短影片獎」 |
| 個人類   | 年度個人創作者獎（第一屆起） | 2019年設置「最佳男主角獎」與「最佳女主角獎」 2022年更名為「年度男創作者獎」與「年度女創作者獎」 2023年兩獎項合併為「年度個人創作者獎」 |
| 個人類   | 潛力新星獎（第二屆起）       | 2020年設置「最佳新人獎」 2021年更名為「潛力新星獎」                                                                                    |
| 個人類   | 年度團體創作者獎（第五屆起） | 2023年設置「年度團體創作者獎」 |

## 已停辦獎項
| 獎項           | 開始屆數         | 最後頒發屆數     | 備註                                                                                                   |
| -------------- | ---------------- | ---------------- | --- |
| 最佳美術設計獎 | 第一屆（2019年） | 第二屆（2020年） | 2019年設置「最佳美術設計獎」 2021年取消該獎項                                                          |
| 最佳配樂獎     | 第一屆（2019年） | 第二屆（2020年） | 2019年設置「最佳配樂獎」 2021年取消該獎項                                                              |
| 最佳特效獎     | 第一屆（2019年） | 第四屆（2022年） | 2019年設置「最佳特效獎」 2023年取消該獎項                                                              |
| 最佳導演獎     | 第一屆（2019年） | 第五屆（2023年） | 2019年設置「最佳導演獎」 2024年取消該獎項                                                              |
| 最會講獎       | 第三屆（2021年） | 第三屆（2021年） | 2021年設置「最會講獎」 2022年取消該獎項                                                                |
| 最佳整人獎     | 第三屆（2021年） | 第三屆（2021年） | 2021年設置「最佳整人獎」 2022年取消該獎項                                                              |
| 最佳恐怖驚悚獎 | 第三屆（2021年） | 第三屆（2021年） | 2021年設置「最佳恐怖驚悚獎」 2022年取消該獎項                                                          |
| 最尬演技獎     | 第三屆（2021年） | 第三屆（2021年） | 2021年設置「最尬演技獎」 2022年取消該獎項                                                              |
| OPEN獎         | 第三屆（2021年） | 第四屆（2022年） | 2021年設置「OPEN獎」 2023年取消該獎項，與「生活風格獎」合併獎項                                        |
| 最會feat.獎    | 第三屆（2021年） | 第五屆（2023年） | 2021年設置「最佳feat.別人獎」 2022年更名為「最會feat.獎」 2024年取消該獎項                             |
| 吉祥物獎       | 第三屆（2021年） | 第五屆（2023年） | 2021年設置「最佳吉祥物獎」 2022年更名為「吉祥物獎」 2024年取消該獎項                                   |
| 最佳短影片獎   | 第四屆（2022年） | 第四屆（2022年） | 2022年設置「最佳短影片獎」 2023年該獎項拆分成 - 最佳娛樂短影片獎 - 最佳情報短影片獎 - 最佳音樂短影片獎 |
| 最佳紀錄片獎   | 第四屆（2022年） | 第五屆（2023年） | 2022年設置「最佳紀錄片獎」 2024年取消該獎項                                                            |

## 外部連結
- 走鐘獎官方網站 （页面存档备份，存于）
- 歷屆走鐘獎得獎入圍名單 （页面存档备份，存于）